# مارلن اسپارزا
مارلن اسپارزا (انگلیسی: Marlen Esparza؛ زادهٔ ۲۹ ژوئیهٔ ۱۹۸۹) بوکسور اهل ایالات متحده آمریکا است.